# Sozialgericht Bayreuth
Das Sozialgericht Bayreuth ist ein Gericht der bayerischen Sozialgerichtsbarkeit. Es besteht aus 18 Kammern.

## Gerichtssitz und -bezirk
Das Sozialgericht Bayreuth ist zuständig für den Regierungsbezirk Oberfranken mit den Landkreisen Landkreis Bamberg, Landkreis Bayreuth, Landkreis Coburg, Landkreis Forchheim, Landkreis Hof, Landkreis Kronach, Landkreis Kulmbach, Landkreis Lichtenfels, Landkreis Wunsiedel im Fichtelgebirge sowie mit den kreisfreien Städten Bamberg, Bayreuth, Coburg und Hof (Saale).

## Zuständigkeit
Das Sozialgericht Bayreuth ist erstinstanzlich für die Verfahren in seinem Bezirk zuständig. Nach dem Abkommen über soziale Sicherheit zwischen der Bundesrepublik Deutschland und der Türkei ist die Deutsche Rentenversicherung Ober- und Mittelfranken Verbindungsstelle. Alle Streitigkeiten aus diesem Abkommen fallen als besondere Zuständigkeit in den Zuständigkeitsbereich des Sozialgerichts Bayreuth.

## Leitung
Präsident ist Hermann-Rudolf Rüschen. Vizepräsident ist Jürgen Prinzewoski.